# رون بيري (لاعب كرة سلة مواليد 1943)
رون بيري (بالإنجليزية: Ron Perry)‏ مواليد 29 ديسمبر 1943 في فرجينيا، هو لاعب كرة سلة أمريكي سابق. تم اختياره من قبل فريق واشنطن ويزاردز خلال الدرافت. يبلغ طوله 6 قدم 3 بوصة (1.9 م).

## المسيرة الاحترافية
لعب مع بروكلين نتس في موسم 1968–1969، ثم لعب مع إنديانا بايسرز في سنة 1969، ثم لعب مع كارولاينا كوغارز في سنة 1969.

## روابط خارجية
- رون بيري على موقع سبورتس رفرنس (الإنجليزية)
- رون بيري على موقع كلية كرة السلة في سبورتس رفرنس.كوم (الإنجليزية)
- رون بيري على موقع ريلجم (الإنجليزية)
- رون بيري على موقع بروبوليرز (الإنجليزية)